# Arceuthobium minutissimum
Arceuthobium minutissimum är en sandelträdsväxtart som beskrevs av Joseph Dalton Hooker. Arceuthobium minutissimum ingår i släktet Arceuthobium och familjen sandelträdsväxter. Inga underarter finns listade i Catalogue of Life.